# Maurice Richard

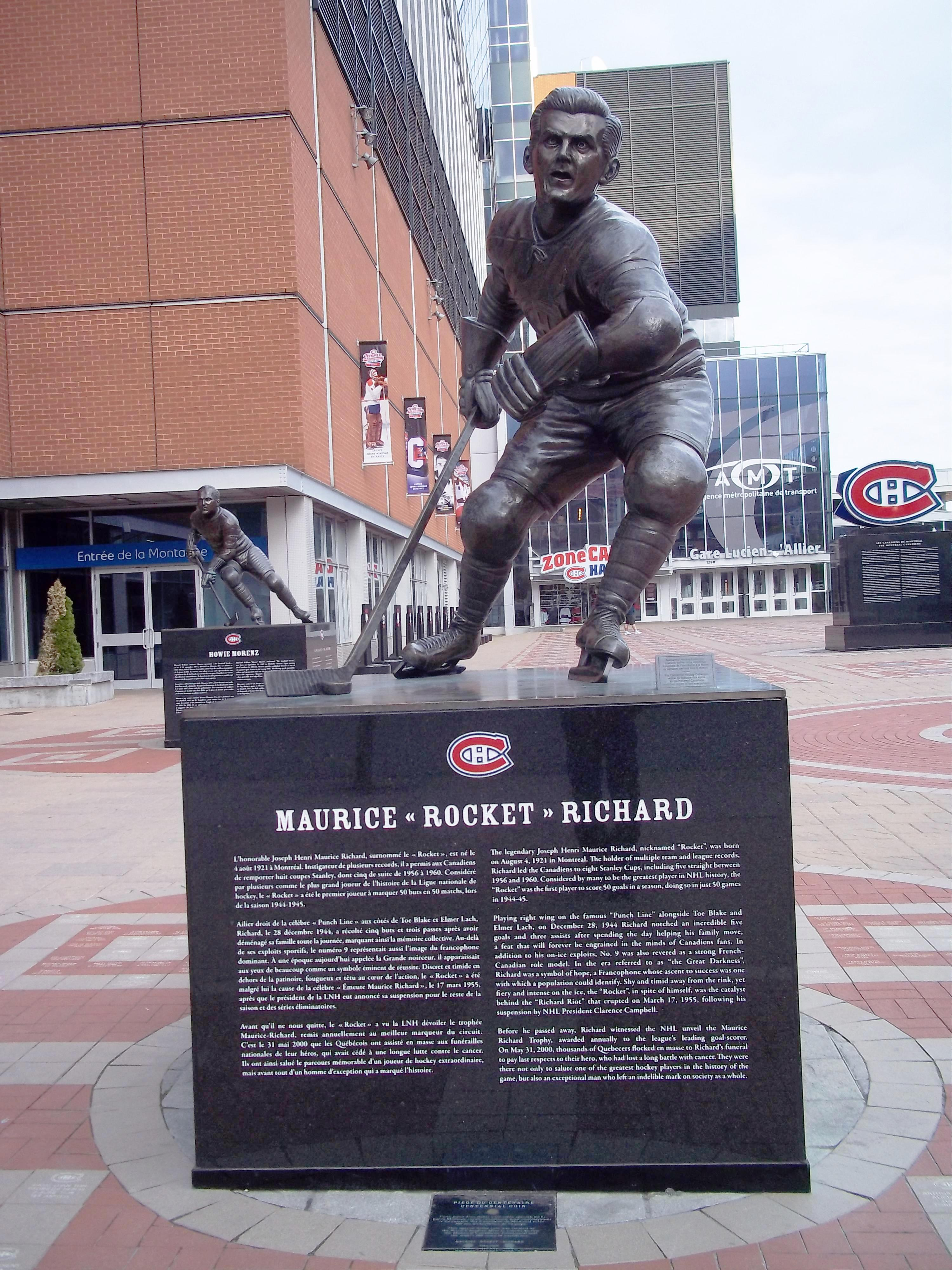
Staty över Maurice Richard utanför Centre Bell i Montréal.

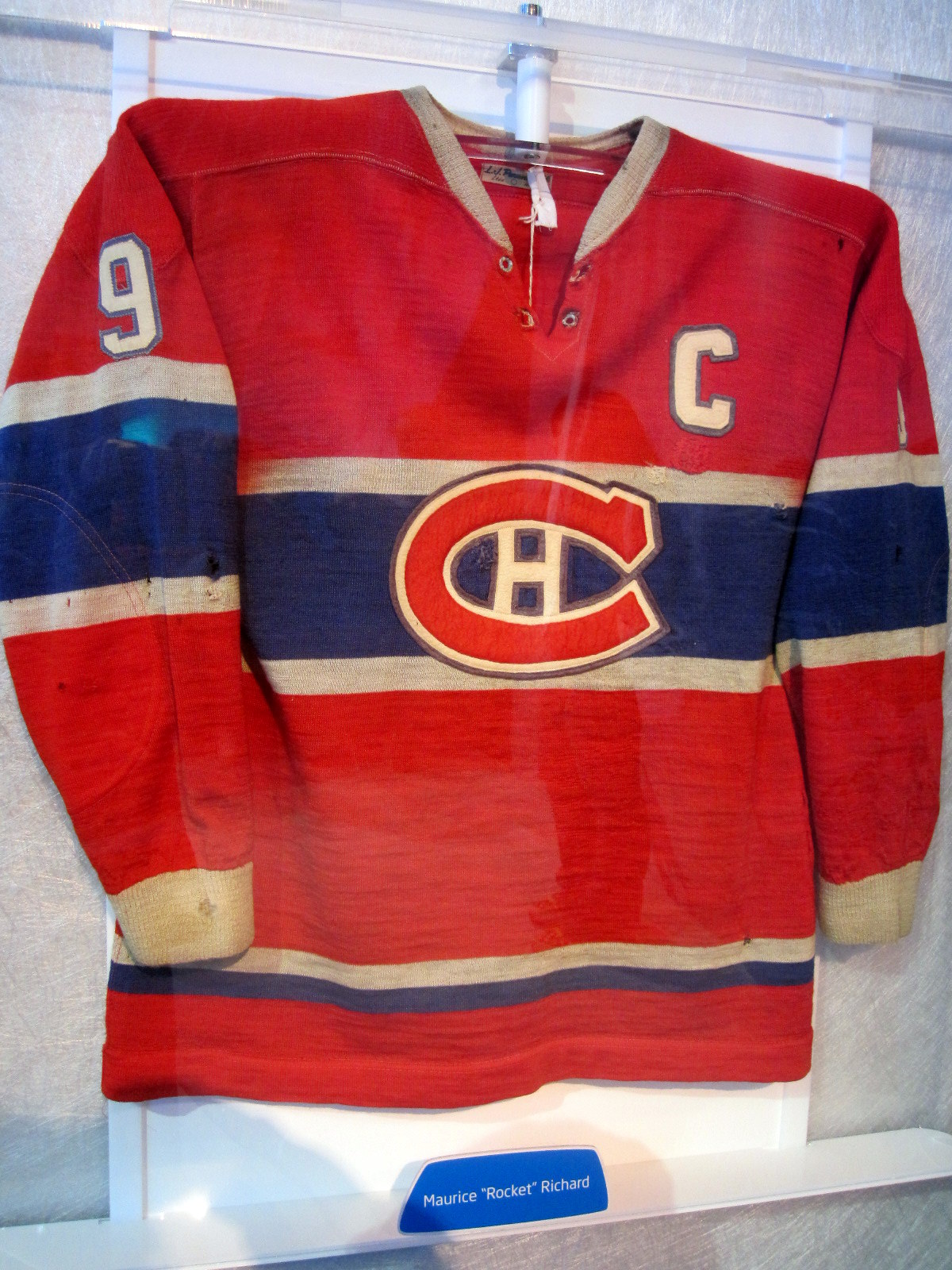
Matchtröja som Richard bar under sin sista NHL-säsong 1959–60.

Joseph Henri Maurice "Rocket" Richard, född 4 augusti 1921 i Montréal, Québec, död 27 maj 2000 i Montréal, var en kanadensisk professionell ishockeyspelare och tränare. 
Han spelade 18 säsonger i National Hockey League (NHL) för  Montreal Canadiens. Han blev under säsongen 1944-45 den förste spelaren i NHL:s historia att göra 50 mål under en och samma säsong. Han var också den förste att uppnå 500 mål under sin karriär. När Richard slutade som aktiv spelare 1960 ledde han NHL:s målliga genom tiderna med 544 mål. Han fick Hart Memorial Trophy 1947, som NHL:s mest värdefulla spelare. 
Richard, Elmer Lach och Toe Blake utgjorde under 1940-talet en kedja som på engelska kallades Punch line, en kedja som gjorde många mål. Richard vann Stanley cup åtta gånger, varav fem gånger i rad från 1956 till 1960. De sista fyra av dessa gånger var han Canadiens lagkapten. Hockey Hall of Fame gjorde avsteg från sin regel om att vänta fem år efter den aktiva tiden och tog in honom redan 1961. Han togs in i Canada's Sports Hall of Fame 1975. 
Richard var den äldste av åtta barn i en familj som drabbats hårt av fattigdom under Den stora depressionen. I början ansågs han vara en bräcklig spelare. En rad med skador hindrade honom från att ansluta sig till den kanadensiska militären under Andra världskriget. Han var frispråkig och intensiv och spelade fysiskt och ibland våldsamt. Sent under säsongen 1954–55 var slog han en linjedomare. På grund av detta blev han avstängd från slutspelet den säsongen. Beslutet fattades av NHL:s ordförande, Clarence Campbell, och orsakade upplopp in Montreal.  
Richard dog år 2000 och blev den förste icke-politikern som fick en statsbegravning i Quebec.

## Karriär
Maurice Richard spelade för Canadiens de Montréal som högerforward åren 1942–1960. Hans yngre bror Henri spelade också i Canadiens. Richard spelade i "Punch Line" tillsammans med Elmer Lach och Toe Blake på 1940-talet. Han tog över efter Blake som lagkapten för Canadiens och ledde laget under deras fem Stanley Cup-vinster åren 1956–60. Richard vann Hart Trophy som ligans mest värdefulle spelare en gång, 1947. Han valdes till första All Star Team åtta gånger, 1945–50 och 1955–56.
Maurice Richard valdes in i Hall of Fame 1961. Han tränade också Quebec Nordiques men sade upp sig när de förlorade sin första match med honom som tränare.
Maurice "Rocket" Richard Trophy hedrades 1999 av Montreal Canadiens till NHL för att sedan årligen delas ut till den spelare som gjort flest mål i grundserien. Richard var den första att göra 50 mål på en säsong vilket då var på 50 matcher. Han var även den första att göra över 500 mål i karriären.
1998 samlade tidningen The Hockey News ihop en kommitté av 50 hockeyexperter bestående av före detta NHL-spelare, journalister, TV-bolag, tränare och styrelsemedlemmar för att göra en lista över de 100 bästa spelarna i NHL:s historia. Experterna röstade fram Richard på femte plats.
2005 kom den verklighetsbaserade filmen The Rocket - Hockeylegenden där Richard spelas av Roy Dupuis. Han förekommer som spelbar spelare i Canadiens All-Star Team of Legends i datorspelet NHL 09.

## Statistik

### Klubbkarriär
| 1942–43    | Montreal Canadiens | NHL        | 16  | 5   | 6   | 11  | 4    | —   | —  | —  | —   | —   |
| 1943–44    | Montreal Canadiens | NHL        | 46  | 32  | 22  | 54  | 45   | 9   | 12 | 5  | 17  | 10  |
| 1944–45    | Montreal Canadiens | NHL        | 50  | 50  | 23  | 73  | 46   | 6   | 6  | 2  | 8   | 10  |
| 1945–46    | Montreal Canadiens | NHL        | 50  | 27  | 21  | 48  | 50   | 9   | 7  | 4  | 11  | 15  |
| 1946–47    | Montreal Canadiens | NHL        | 60  | 45  | 26  | 71  | 69   | 10  | 6  | 5  | 11  | 44  |
| 1947–48    | Montreal Canadiens | NHL        | 53  | 28  | 25  | 53  | 89   | —   | —  | —  | —   | —   |
| 1948–49    | Montreal Canadiens | NHL        | 59  | 20  | 18  | 38  | 110  | 7   | 2  | 1  | 3   | 14  |
| 1949–50    | Montreal Canadiens | NHL        | 70  | 43  | 22  | 65  | 114  | 5   | 1  | 1  | 2   | 6   |
| 1950–51    | Montreal Canadiens | NHL        | 65  | 42  | 24  | 66  | 97   | 11  | 9  | 4  | 13  | 13  |
| 1951–52    | Montreal Canadiens | NHL        | 48  | 27  | 17  | 44  | 44   | 11  | 4  | 2  | 6   | 6   |
| 1952–53    | Montreal Canadiens | NHL        | 70  | 28  | 33  | 61  | 112  | 12  | 7  | 1  | 8   | 2   |
| 1953–54    | Montreal Canadiens | NHL        | 70  | 37  | 30  | 67  | 112  | 11  | 3  | 0  | 3   | 22  |
| 1954–55    | Montreal Canadiens | NHL        | 67  | 38  | 36  | 74  | 125  | —   | —  | —  | —   | —   |
| 1955–56    | Montreal Canadiens | NHL        | 70  | 38  | 33  | 71  | 89   | 10  | 5  | 9  | 14  | 24  |
| 1956–57    | Montreal Canadiens | NHL        | 63  | 33  | 29  | 62  | 27   | 10  | 8  | 3  | 11  | 8   |
| 1957–58    | Montreal Canadiens | NHL        | 28  | 15  | 19  | 34  | 28   | 10  | 11 | 4  | 15  | 10  |
| 1958–59    | Montreal Canadiens | NHL        | 42  | 17  | 21  | 38  | 27   | 4   | 0  | 0  | 0   | 2   |
| 1959–60    | Montreal Canadiens | NHL        | 51  | 19  | 16  | 35  | 50   | 8   | 1  | 3  | 4   | 2   |
| NHL totalt | NHL totalt         | NHL totalt | 978 | 544 | 421 | 965 | 1285 | 133 | 82 | 44 | 126 | 188 |

## Meriter
- 8 Stanley Cup 1944, 1946, 1953, 1956, 1957, 1958, 1959 och 1960. Han var lagkapten 1956–1960.
- Hart Memorial Trophy 1947
- Vann målligan  1945, 1947, 1950, 1954 och 1955. Det fanns inget pris för detta eftersom det priset uppkallades efter just Maurice Richard själv och började utdelas 1999.
- Spelade NHL All-Star Game 1947, 1948, 1949, 1950, 1951, 1952, 1953, 1954, 1955, 1956, 1957, 1958 och 1959
- Den första att göra 50 mål på 50 matcher
- Den första att nå 500 mål i karriären
- Hans tröjnummer 9 har pensionerats av Montreal Canadiens och hänger i taket i Bell Centre.
- Valdes in i Hockey Hall of Fame 1961

### Fotnoter
1. ↑  Patrik Johansson (29 november 2015). ”"Rocket" – störst av alla i Montreal” (på svenska). Aftonbladet plus. http://www.aftonbladet.se/sportbladet/hockey/internationellt/nhl/nhllegendarer/article12537728.ab/promo. Läst 6 oktober 2017.